# University club of Chicago

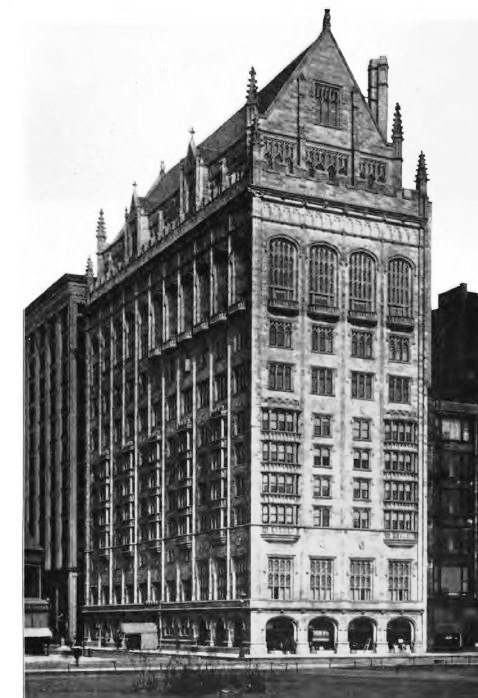
Le bâtiment peu de temps après l'achèvement en 1909.

L'University Club of Chicago est un club social privé situé au 76 East Monroe Street, au coin de Michigan Avenue et de Monroe Street, dans le centre-ville de Chicago, dans l'État de l'Illinois, aux États-Unis. Il reçoit sa charte en 1887, lorsqu'un groupe d'amis de l'université, principalement d'anciens élèves de l'Harvard, de Yale et de Princeton, fondent le club dans l'espoir de renforcer leurs liens collégiaux et de poursuivre des activités intellectuelles.

## Histoire

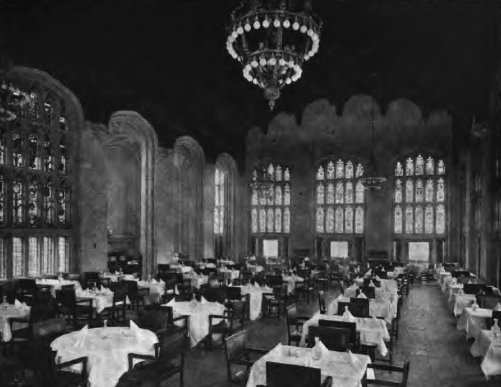
La salle à manger, 1909.

Bien qu'officiellement fondé en 1887 par des diplômés universitaires pour « la promotion de la littérature et de l'art, par la création et l'entretien d'une bibliothèque, d'une salle de lecture et d'une galerie d'art, et par tout autre moyen utile et approprié à cette fin », l'histoire de l'University Club of Chicago commence en 1885 lorsqu'un groupe d'hommes de Harvard forme une association d'anciens élèves d'un collège, à l'instar du University Club of New York. La principale condition d'admission reste un diplôme collégial ou universitaire. 
Les premiers locaux du club étaient situés aux troisième et quatrième étages de l'édifice Henning & Speed, au 22 West Madison Street. Le deuxième foyer du club était un bâtiment indépendant situé au 30 North Dearborn. Le premier comité sur la littérature et l'art est créé en 1895, la bibliothèque en 1897 avec 1 000 volumes. Les invités d'honneur comprenaient l'amiral George Dewey (1900) et Winston Churchill (1901).

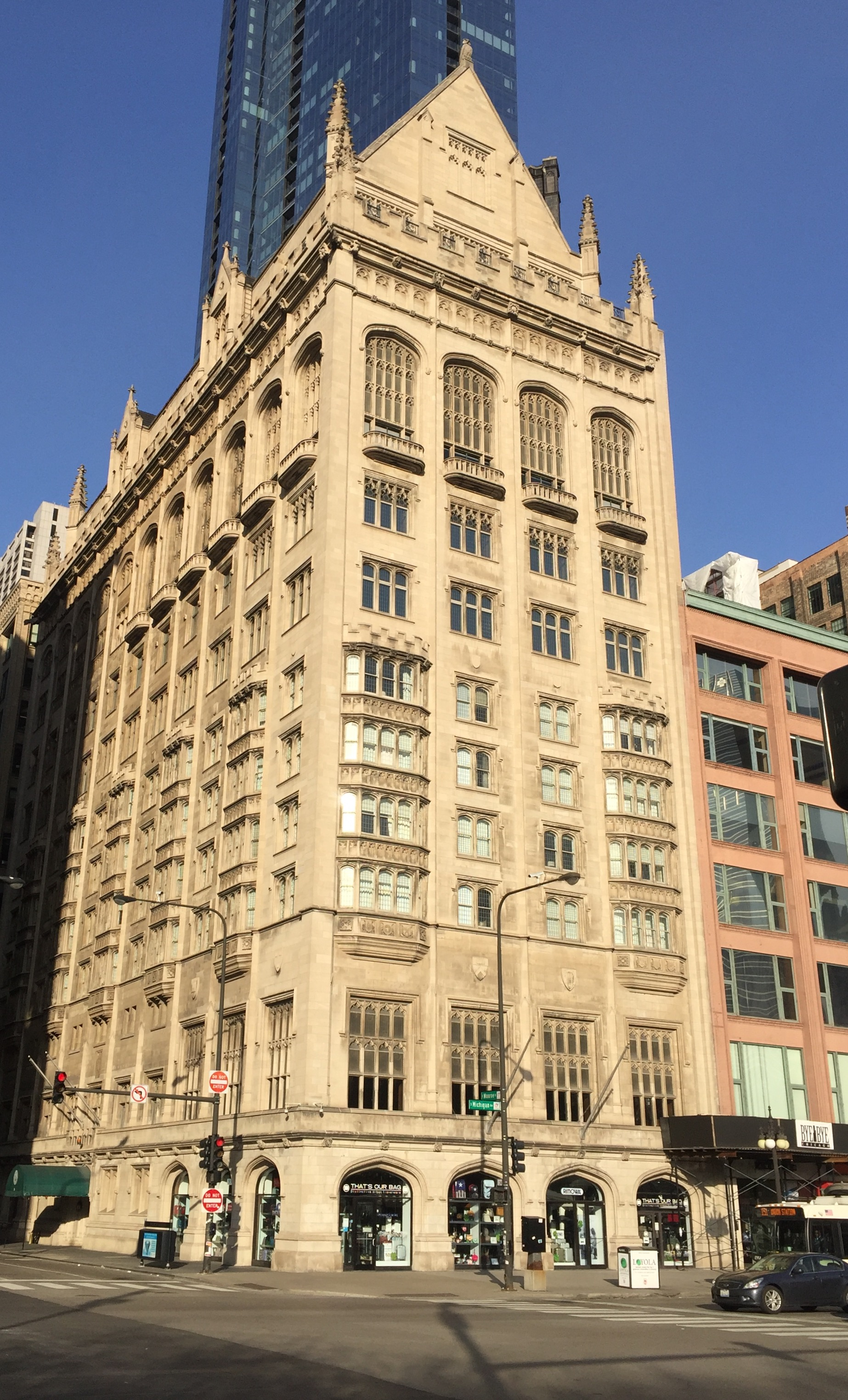
University Club, 2017.

Le bâtiment actuel du club, commencé en 1907 et achevé en 1909, est un monument historique conçu par le célèbre architecte Martin Roche et constitue sans doute le premier « gratte-ciel gothique ». Avec un coût de plus de 1 100 000 dollars, il s’agit de l’un des bâtiments de club les plus importants de son époque et continue d’être une structure architecturale importante. 
La pièce maîtresse du club, le Cathedral Hall, est réalisée par Roche sur le modèle du Crosby Hall de Londres. Il est orné de vitraux de l'artiste Frederic Clay Bartlett et de sceaux représentant des universités renommées aux États-Unis et en Europe, notamment Harvard, Yale, Princeton, Brown, Columbia et Northwestern. 
Selon un écrivain : « Il existe d’autres grands intérieurs historiques en ville : l'Auditorium Theatre de Dankmar Adler et Louis Sullivan et le Crown Hall de Ludwig Mies van der Rohe ne sont que deux des premiers à venir à l’esprit. Mais parmi les endroits où les gens se réunissent pour savourer de la bonne nourriture et de la convivialité, je ne peux penser à aucune pièce de cette ville merveilleusement composée et construite qui soit plus étonnante, qui dégage les sinus plus rapidement ou qui attire le spectateur de manière plus persuasive que la société de Martin Salle de la cathédrale. »
Les autres installations du club comprennent des salles à manger privées, des restaurants, des courts de squash, un service de bain et une piscine, des installations de remise en forme, une bibliothèque, un centre d’affaires, une terrasse extérieure, une galerie d’art et un hébergement pour les membres et leurs invités. 
Le club a joué un rôle clé dans le développement du squash à Chicago et aux États-Unis, notamment en accueillant chaque année le Windy City Open.

## Sources
- (en) Robert Bruegmann, The Architects and the City : Holabird & Roche of Chicago, 1880-1918, University of Chicago Press, 1997, 562 p. (ISBN 978-0-226-07695-9, lire en ligne)
- (en) Jory Graham, Chicago : An Extraordinary Guide, Rand McNally, 1968
- (en) Gerard R. Wolfe, Chicago in and Around the Loop : Walking Tours of Architecture and History, McGraw-Hill Professional, 2004, 495 p. (ISBN 978-0-07-142236-9)
- Financial Times (9 juin 2005)